# Collegio elettorale di Rivoli (Senato della Repubblica)
Il collegio di Rivoli fu un collegio elettorale uninominale della Repubblica Italiana appartenente alla Circoscrizione Piemonte; fu utilizzato per eleggere un senatore della Repubblica nella XII, XIII e XIV legislatura.
Venne istituito nel 1993 con la cosiddetta Legge Mattarella (Legge n. 276, Norme per l'elezione del Senato della Repubblica), attuata in seguito al referendum abrogativo del 1993. La legge istituì per la Camera dei deputati e per il Senato della Repubblica un sistema di elezione misto, in parte maggioritario e in parte proporzionale. Il 75% dei parlamentari dell'assemblea veniva eletto in collegi uninominali tramite sistema maggioritario a turno unico; il restante 25% al Senato veniva eletto tramite recupero proporzionale dei più votati non eletti attraverso un meccanismo di calcolo denominato "scorporo", cioè sottraendo dal conteggio dei voti totali di una lista nella parte proporzionale i voti ottenuti dai candidati collegati alla medesima lista che erano eletti nei collegi uninominali con il sistema maggioritario.
Il collegio venne abolito insieme a tutti gli altri che costituivano il Senato con la promulgazione della legge elettorale successiva, la cosiddetta Legge Calderoli. Questa prevedeva un sistema proporzionale con premio di maggioranza, che al Senato veniva attribuito a livello regionale.

## Territorio
Il collegio di Rivoli era uno dei 17 collegi uninominali in cui era suddiviso il Piemonte e, come previsto dal D.Lgs. del 20 dicembre 1993 n. 535, era costituito dai seguenti comuni: Alpignano, Beinasco, Bruino, Collegno, Druento, Grugliasco, Orbassano, Pianezza, Rivalta di Torino, Rivoli e Venaria Reale.

## Eletti
| Elezione | Elezione | Senatore      | Partito            |
| -------- | -------- | ------------- | ------------------ |
|          | 1994     | Luciano Manzi | Progressisti (PRC) |
| 1996     |          | Luciano Manzi | Progressisti (PRC) |
|          | 2001     | Angelo Muzio  | L'Ulivo (PdCI)     |

## Dati elettorali

### XII legislatura
|                               | Luciano Manzi ✔️ Eletto | Progressisti               | 63 438  | 37,60 |  |  |  |  |  |
|                               | Ettore Mascellani       | Polo delle Libertà         | 50 539  | 29,95 |  |  |  |  |  |
|                               | Valdemaro Nigra         | Patto per l'Italia         | 17 863  | 10,59 |  |  |  |  |  |
|                               | Graziella Martinat      | Alleanza Nazionale         | 15 790  | 9,36  |  |  |  |  |  |
|                               | Giuseppina Re           | Lista Pannella-Riformatori | 8 170   | 4,84  |  |  |  |  |  |
|                               | Giuseppe Gianola        | Verdi Verdi                | 5 428   | 3,22  |  |  |  |  |  |
|                               | Giovanni Vendramini     | Partito Pensionati         | 4 335   | 2,57  |  |  |  |  |  |
|                               | Anita Fico              | Lega per il Piemonte       | 2 489   | 1,48  |  |  |  |  |  |
|                               | Francesco Vaccaro       | Rinnovamento               | 683     | 0,40  |  |  |  |  |  |
| Totale                        | Totale                  | Totale                     | 168 735 | 100   |  |  |  |  |  |
|                               |                         |                            |         |       |  |  |  |  |  |
| Voti non validi               | Voti non validi         | Voti non validi            | 9 107   | 5,12  |  |  |  |  |  |
| Votanti                       | Votanti                 | Votanti                    | 177 842 | 91,63 |  |  |  |  |  |
| Elettori                      | Elettori                | Elettori                   | 194 087 |       |  |  |  |  |  |
|                               |                         |                            |         |       |  |  |  |  |  |
| Data: 27-28 marzo 1994        |                         |                            |         |       |  |  |  |  |  |
| Fonte: Ministero dell'interno |                         |                            |         |       |  |  |  |  |  |

### XIII legislatura
|                               | Luciano Manzi ✔️ Eletto             | Progressisti              | 62 617  | 37,92 |  |  |  |  |  |
|                               | Ludovico Boetti Villanis Audifreddi | Polo per le Libertà       | 54 682  | 33,12 |  |  |  |  |  |
|                               | Armando Martin                      | Lega Nord                 | 24 384  | 14,77 |  |  |  |  |  |
|                               | Benito Curto                        | Verdi Verdi               | 9 453   | 5,72  |  |  |  |  |  |
|                               | Giovanni Scialò                     | Partito Pensionati        | 6 118   | 3,71  |  |  |  |  |  |
|                               | Gian Paolo Aceto                    | Partito Socialista        | 3 153   | 1,91  |  |  |  |  |  |
|                               | Michele Petrucciano                 | Mani Pulite               | 2 956   | 1,79  |  |  |  |  |  |
|                               | Sergio Giuffrida                    | Piemonte Nazione d'Europa | 1 764   | 1,07  |  |  |  |  |  |
| Totale                        | Totale                              | Totale                    | 165 127 | 100   |  |  |  |  |  |
|                               |                                     |                           |         |       |  |  |  |  |  |
| Voti non validi               | Voti non validi                     | Voti non validi           | 12 231  | 6,90  |  |  |  |  |  |
| Votanti                       | Votanti                             | Votanti                   | 177 358 | 88,51 |  |  |  |  |  |
| Elettori                      | Elettori                            | Elettori                  | 200 391 |       |  |  |  |  |  |
|                               |                                     |                           |         |       |  |  |  |  |  |
| Data: 21 aprile 1996          |                                     |                           |         |       |  |  |  |  |  |
| Fonte: Ministero dell'interno |                                     |                           |         |       |  |  |  |  |  |

### XIV legislatura
|                               | Angelo Muzio ✔️ Eletto | L'Ulivo                              | 84 808  | 47,54 |  |  |  |  |  |
|                               | Matteo Brigandì        | Casa delle Libertà                   | 63 702  | 35,71 |  |  |  |  |  |
|                               | Maria Iole Vaccargiu   | Partito della Rifondazione Comunista | 10 754  | 6,03  |  |  |  |  |  |
|                               | Avernino Di Croce      | Lista Di Pietro                      | 7 127   | 4,00  |  |  |  |  |  |
|                               | Valerio Sossella       | Lista Pannella-Bonino                | 4 571   | 2,56  |  |  |  |  |  |
|                               | Renata Stabellini      | Verdi Verdi                          | 3 156   | 1,77  |  |  |  |  |  |
|                               | Calogero Saccomando    | Fiamma Tricolore                     | 2 565   | 1,44  |  |  |  |  |  |
|                               | Michele Petrucciano    | Democrazia Europea                   | 1 706   | 0,96  |  |  |  |  |  |
| Totale                        | Totale                 | Totale                               | 178 389 | 100   |  |  |  |  |  |
|                               |                        |                                      |         |       |  |  |  |  |  |
| Voti non validi               | Voti non validi        | Voti non validi                      | 6 868   | 3,71  |  |  |  |  |  |
| Votanti                       | Votanti                | Votanti                              | 185 257 | 87,39 |  |  |  |  |  |
| Elettori                      | Elettori               | Elettori                             | 211 999 |       |  |  |  |  |  |
|                               |                        |                                      |         |       |  |  |  |  |  |
| Data: 13 maggio 2001          |                        |                                      |         |       |  |  |  |  |  |
| Fonte: Ministero dell'interno |                        |                                      |         |       |  |  |  |  |  |